# ジョアン・クリスティーノ・ダ・シルヴァ

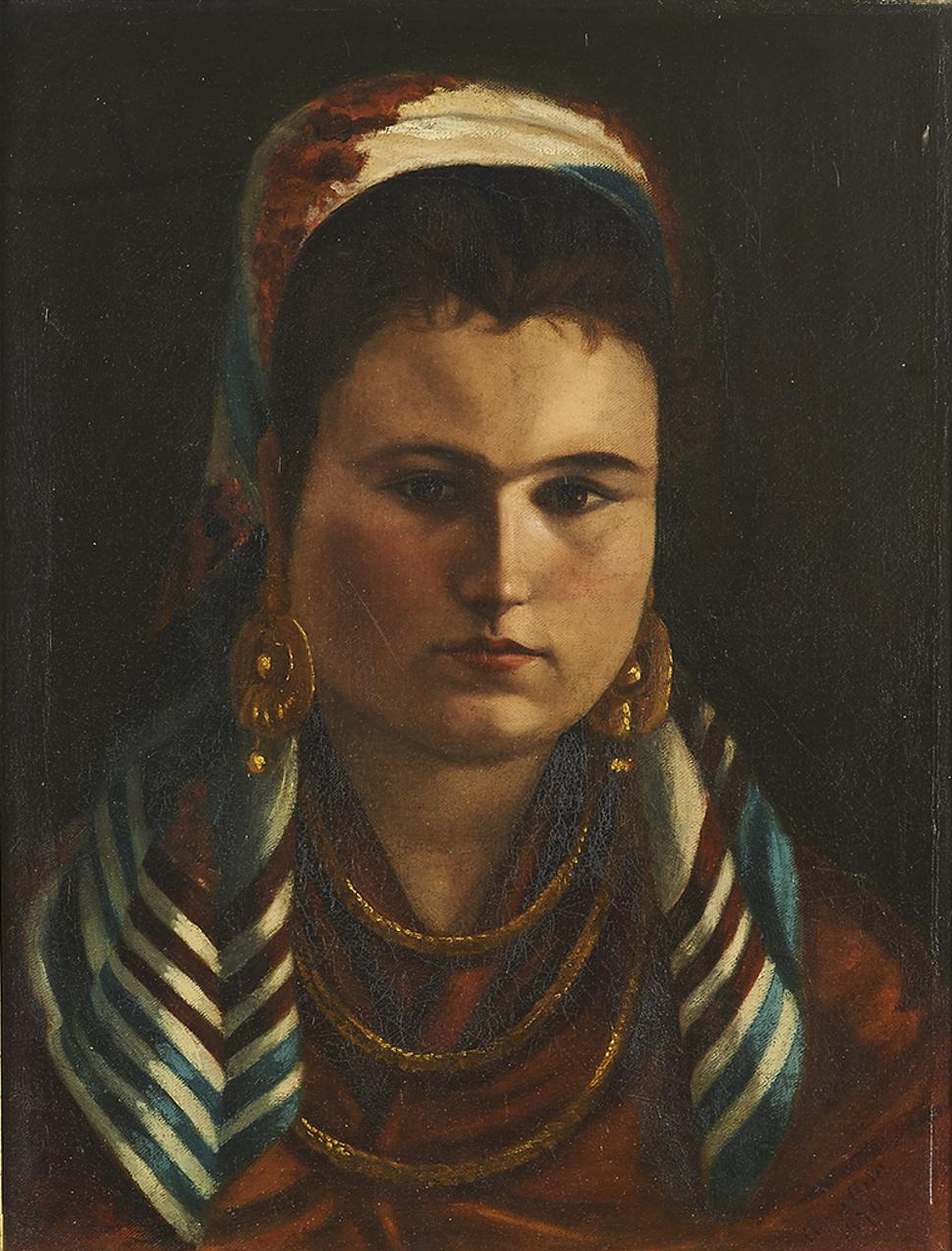
ジョアン・クリスティーノ・ダ・シルヴァ作「ナポリの女性」(1876)

ジョアン・クリスティーノ・ダ・シルヴァ（João Cristino da Silva、1829年7月24日 - 1877年5月12日）は、ポルトガルの画家である。風景画や人物画を描いた。

## 略歴
リスボンで生まれた。父親はリスボンのアルファマ地区の裕福な実業家で繊維製品の工場を所有していた。父親が息子の絵の才能を見出し、リスボンの美術学校（Academia de Belas Artes de Lisboa）に息子を入学させた。1841年から絵の修行を始めるが、その授業の方法になじめず美術学校を中退し、1849年から1849年の間は陸軍の兵器工廠で見習いをし、彫金の技術などを学ぶが、1849年に再び絵の世界に戻った。
パリやリスボンで作品を描き、展覧会に出展するようになり風景画家として評価されるようになり1855年パリ万国博覧会にも作品を出展した。トマス・ジョセ・ダ・アヌンシアソン（Tomás da Anunciação: 1818-1879）らのポルトガルの風景画家たちと、ポルトガルの風景を描いた。スペインのマドリードで開かれた展覧会に出展した作品はスペイン王アマデオ1世に買い上げられた。
1860年にリスボンの美術学校の教授代理に任じられるが、9年ほど務めた後自ら辞職した。このころ雑誌「Arquivo Pitoresco」の挿絵も描いた。
1864年に結婚し、4人の子供が生まれた。別にダ・シルヴァの後を継いで画家になった婚外子の息子がいた。
1867年以降、公的補助金をえて、フランスやスイスに旅し、フランスの画家などの自然主義のスタイルからも影響を受けることになった。
晩年、精神的に不安定となりリスボンの精神病院に入院し、1877年に47歳で心臓病で亡くなった。

## 作品

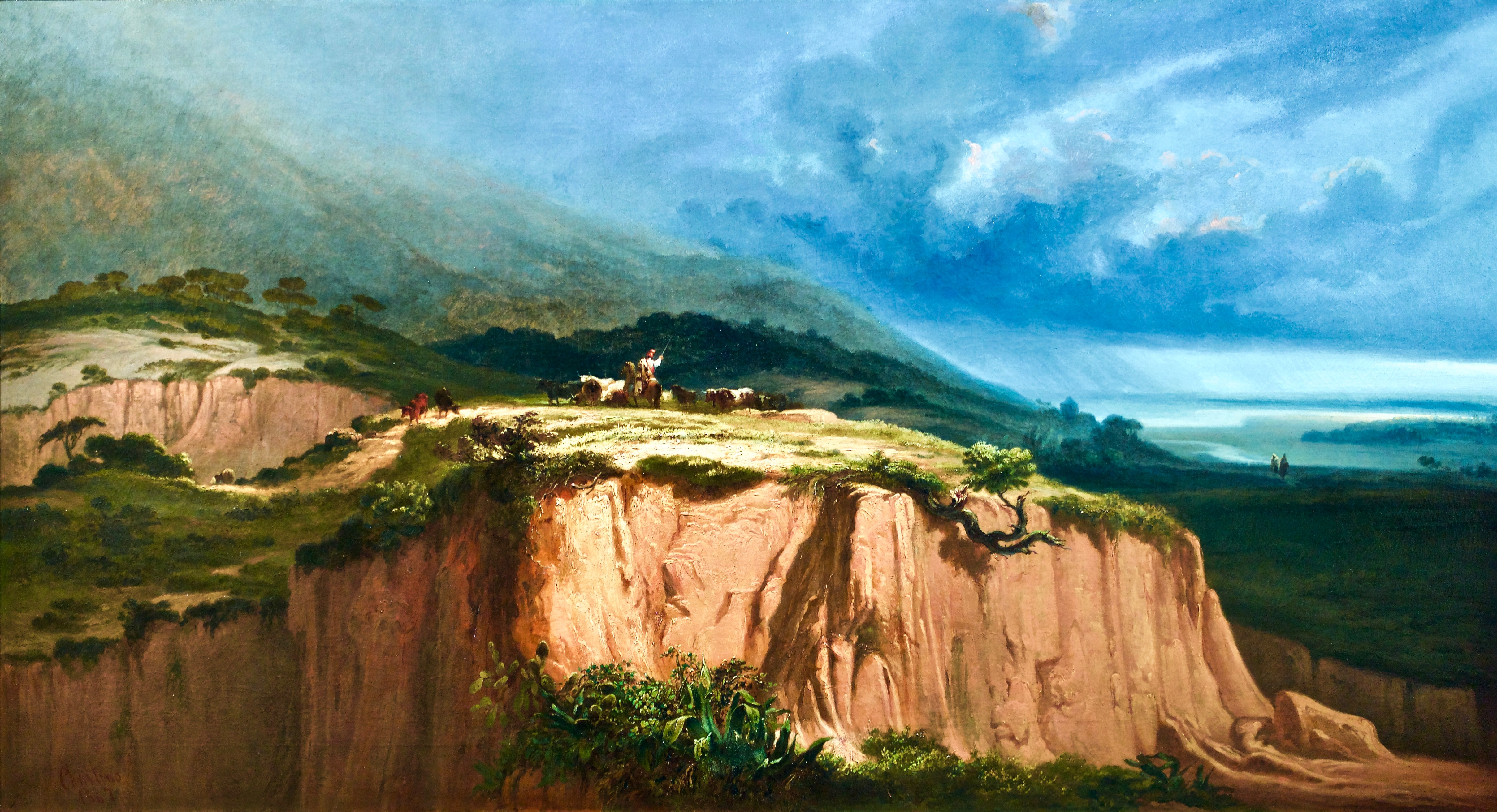
家畜の移動 (1867) シアード美術館 (リスボン)
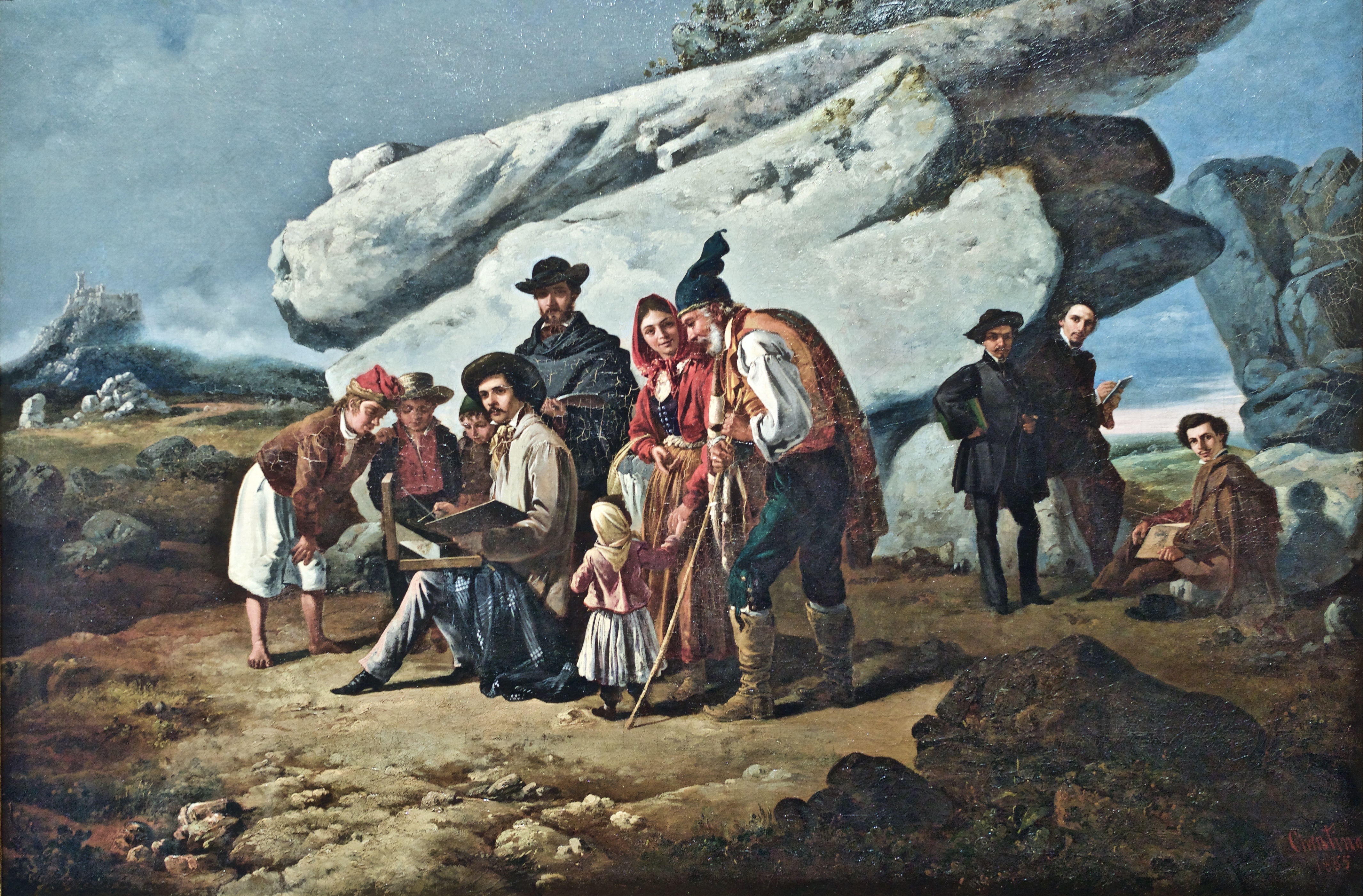
シントラでの5人の画家たち(1855) シアード美術館
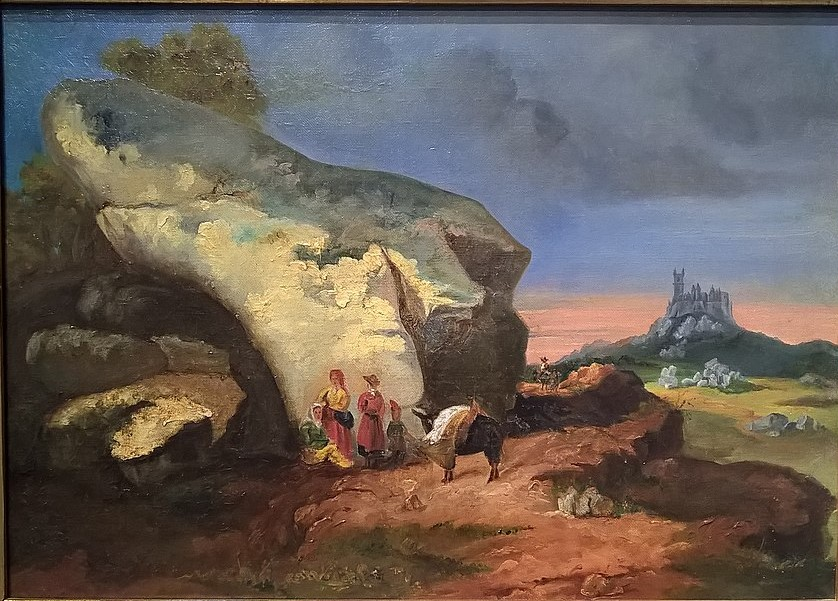
シントラの山とペナ宮殿